# جيمس أندرسون (جندي)
جيمس أندرسون (بالإنجليزية: James Anderson)‏ هو جندي أمريكي، ولد في 28 مايو 1849 في كندا، وتوفي في 31 مايو 1918 في سانت لويس في الولايات المتحدة بسبب مرض معد.